# Ylonka Nacidit-Perdomo
Ylonka Nacidit-Perdomo (Santo Domingo, 2 de mayo de 1965) es una escritora, investigadora de género, gestora cultural dominicana. Es integrante del movimiento literario dominicano Generación de escritores del 80,así como coleccionista del más amplio patrimonio material e intelectual de mujeres notorias y feministas dominicanas del siglo XIX y XX.

## Biografía
Nacidit-Perdomo nació el 2 de mayo de 1965 en la Ciudad Colonial, Santo Domingo, República Dominicana, específicamente en la casa n.º 9 de calle La Atarazana, primera casa de piedra construida en el Nuevo Mundo.De su educación inicial se encargó su madre, Altagracia Esthel Sánchez, quien le enseñó a leer y a escribir. De su padre, Paíno Manuel, aprendió sobre el arte y la cultura. Durante su adolescencia, se decantó por la literatura, vocación que asume en sus años de bachillerato.
En 1986, un año después de iniciarse en la carrera de Leyes y Ciencias Políticas, se integró al círculo literario “César Vallejo” de la Universidad Autónoma de Santo Domingo, fundado el 13 de enero de 1979, junto a una avanzada de novatos escritores dominicanos que conformaron la denominada "Generación del 80", presentando un nuevo formato estético en las producciones de prosa y poesía, en el que sometían "el arte a una causa política, perdiendo así la obra de creación, la libertad de indagar lo misterioso, lo trivial y lo fantástico",que hicieron relevo a la promoción de poetas conocidas como la "Generación de escritores de la posguerra", de 1965.

## Genealogía
El árbol genealógico de Nacidit-Perdomo está atado a personalidades que se destacaron en el ámbito político, literario y educativo en la República Dominicana. Por un lado, destaca su abuela paterna, Josefa Octavia Moreta de Perdomo (1906-1996), mejor conocida entre los suyos como "Doña Lolí", una maestra normal de segunda enseñanza que tuvo un activismo político en la primera ola del feminismo en la República Dominicana, correspondiente al sufragio femenino, participando como socia y tesorera de la Acción Feminista Dominicana (AFD) con base en Barahona. Graduada con la tesis La Revolución Industrial: El socialismo de Carlos Mar, Lolí se convirtió en directora de la primera Escuela de Obreros de Barahona y profesora del Instituto Politécnico Loyola de San Cristóbal.
Por otro lado, es descendiente del caudillo Juan Sánchez Ramírez, líder de la Guerra de la Reconquista, y de línea directa de José Mateo Perdomo Luna (1814-1896), primer diputado por Hincha, designado el 8 de octubre del año de la Independencia.

## Carrera
Su primera acción feminista inició en el año 1986, específicamente en una conferencia en honor a Simone de Beauvoir, que fue la primera conferencia dictada en República Dominicana sobre una figura pública con activismo a favor de las mujeres. En ella, inicia su discurso con la premisa: “¿Cómo ser una mujer en un mundo manejado con las llaves del poder en las manos de los hombres?”; frase que la feminista francesa recoge en su libro “Los Mandarines” (1954).
Nacidit-Perdomo publica su primer libro ¨Contacto de una Mirada¨ en octubre de 1989, en el Salón de Música de la Biblioteca Nacional Pedro Henríquez Ureña, que la catapulta como escritora de la Generación del 80. El prólogo del mismo fue escrito por el abogado, escritor y Premio Nacional de Literatura, Tony Raful, quien también dio inicio al evento de puesta en circulación.
Por otro lado, destaca haber sido discípula de Abel Fernández Mejía, hijo de la ilustre feminista Abigaíl Mejia, al igual que de Miriam Germán, abogada y procudadora general de la República Dominicana. Estando en su lecho de muerte, el profesor Abel Fernández Mejía, con el que había forjado una relación de amistad alumno-maestro por más de 10 años, le pide a Ylonka Nacidit-Perdomo, en 1997, desentrañar y divulgar la vida y obra de su Abigaíl Mejia, al decirle: “Ocúpate de las cosas de mi madre”. Abel había recaído por un derrame cerebral cercano a los días de la Feria Internacional del Libro de Santo Domingo de 1995, que en ese entonces habría de celebrar los centenarios de cumpleaños de escritores dominicanos.
A partir de allí, Nacidit-Perdomo destaca haberle reeditado sus obras literarias, ensayísticas, críticas y feministas, y obtenido póstumamente la Orden al Mérito de Duarte, Sánchez y Mella, en el grado de “comendador”; ser la primera doctora honoris causa post mortem de la UASD; así como una Medalla al Mérito de la Mujer Dominicana . En la celebración del vigésimo tercer aniversario del Ministerio de la Mujer, en septiembre de 2022, el Poder Ejecutivo aseguró que reactivarían el decreto del traslado de los restos de la sufragista Abigaíl Mejia al Panteón de la Patria,que en 2003 no pudo ejecutarse.

## Obras

### Poesía
- 1989 - Contacto de una mirada - Editora Búho [13]
- 1993 - Arrebatos - Plaquetas, Módulo Publicidad  [14]
- 1996 - Luna Barroca - Editora Búho [15]
- 1998 - Papeles de la noche - Editora Búho [16]
- 1998 - Octubre - Editora Búho [17]
- 1999 - Triángulo en trébol: Acaso el amor quiebra la tristeza? - Editora Robiou [18]
- 2000 - Ficciones - Plaquetas, GD2 Publicidad
- 2001 - Triángulo en Trébol/ Triangle in trefoil -  Edición bilingüe, Editora Robiou [19]
- 2001 - Hacia el Sur - Editora Búho [20]
- 2006 - Contemplación - Editora Amigo del Hogar [15]
- 2006 - La sombra del Amor - Editora Amigo del Hogar [21]
- 2014 - Dentro del bosque (soliloquios) - Editora Búho [22]
- 2018 - Carta al silencio - Editora Búho [23][24]
- 2022 - AIRE - Editora Búho [25][26]

### Ensayo
- 2022 - La alta costura También tiene sus musas [27]

### Diccionario
- 2018 - Diccionario Lupo - Editora Búho [28]
- 2018 - Diccionario Storni - Editora Búho [29][30]
- 2018 - Diccionario Román - Editora Búho [31]
- 2018 - Diccionario Villegas - Editora Búho [32]